# Коротич, Сергей Тарасович
Коротич Сергей Тарасович (1915 — 1996) — бывший директор школы № 23 Кременчуга — с 1956 года, кавалер ордена Ленина, с 1995 — почетный гражданин Кременчуга: «за заслуги в организации городской системы образования, плодотворную педагогическую деятельность». 
С 1977 года заведовал Кременчугским городским отделом народного образования, не забывая заботиться о своей второй дом — школу № 23.
Умер 8 октября 1996 года. Похоронен на Реевском кладбище Кременчуга.